# رامسس هفتم
رامسس هفتم ششمین پادشاه دودمان بیستم مصر باستان بود. دربارهٔ دوران دقیق فرمانروایی او در میان مصرشناسان اختلاف وجود دارد؛ عده‌ای فرمانروایی او را میان سال‌های ۱۱۳۶ تا ۱۱۲۹ پ.م. و عده‌ای دیگر میان ۱۱۳۱–۱۱۳۸ پ.م. می‌دانند
او در آرامگاه کی‌وی۱ در دره پادشاهان به خاک سپرده شد. مومیایی او هرگز یافت نشد، اگرچه چهار فنجان که نام او را داشتند در «گنجینه پادشاهی» دی‌بی۳۲۰ به همراه بقایایی از فرعون‌هایی دیگر یافت شدند.